# Barbarano Vicentino
Barbarano Vicentino é uma comuna italiana da região do Vêneto, província de Vicenza, com cerca de 3.958 habitantes. Estende-se por uma área de 19 km², tendo uma densidade populacional de 208 hab/km². Faz fronteira com Albettone, Arcugnano, Mossano, Rovolon (PD), Villaga, Zovencedo.

## Demografia
| Variação demográfica do município entre 1861 e 2011                               |
|                                                                                   |
| Fonte: Istituto Nazionale di Statistica (ISTAT) - Elaboração gráfica da Wikipedia |